# Корональные выбросы массы

Выброс из Солнца

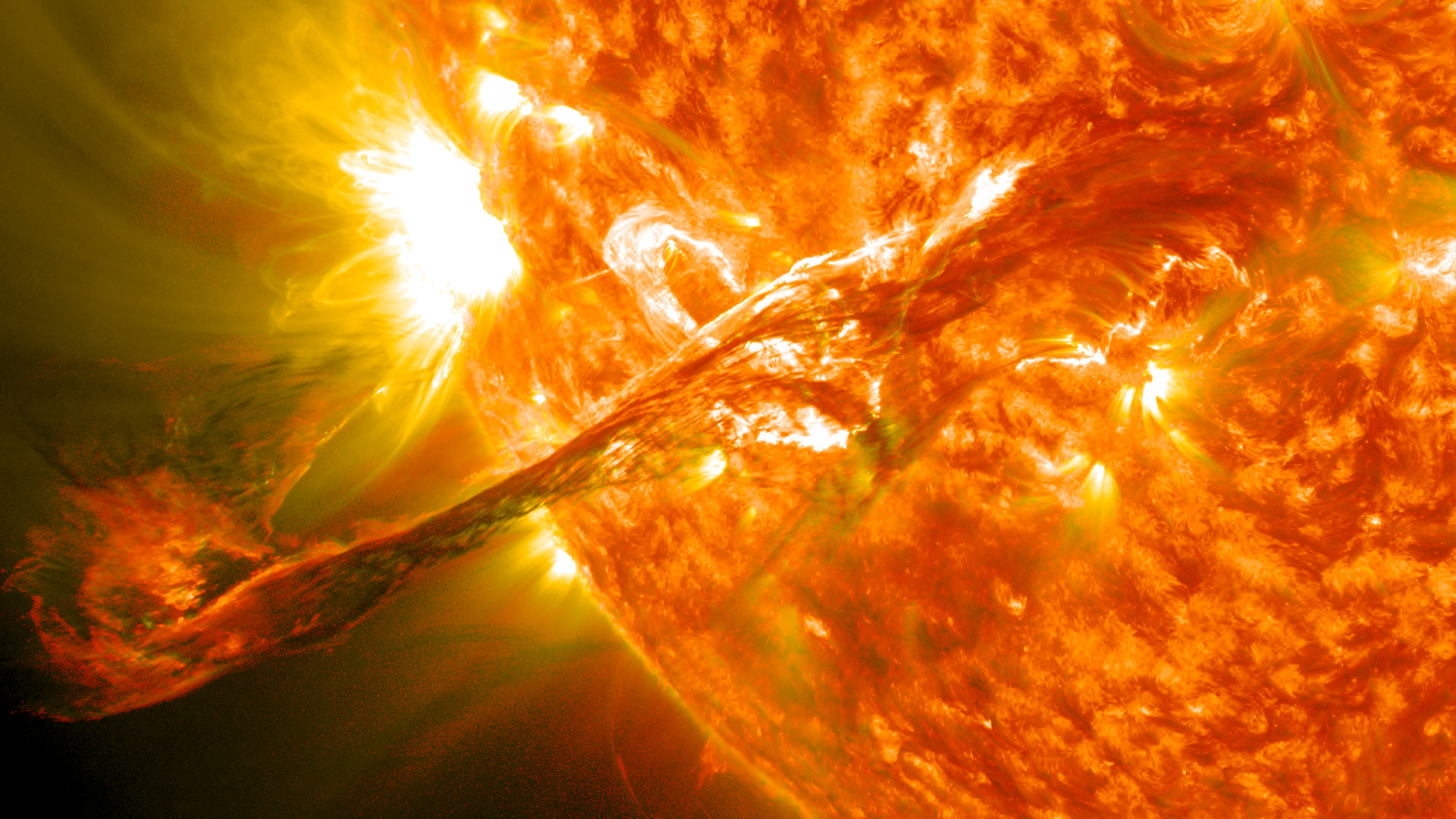
Иллюстрация

Корональный выброс массы — выброс вещества из звёздной короны. Наблюдение корональных выбросов массы с поверхности Земли затруднено. По-видимому, первое наблюдение корональных выбросов в видимом диапазоне длин волн было выполнено в начале 1970-х годов с помощью коронографа, установленного на седьмой орбитальной солнечной обсерватории. Станция SMM продолжила изучение этого явления в 1980 году.
До появления данных с этих двух станций никто не осознавал, что корональные выбросы массы являются столь важными и распространёнными.
Так как затмевающий диск коронографа вырезает из поля зрения прибора яркий диск Солнца, то наблюдения источника коронального выброса на поверхности Солнца с помощью коронографа оказываются невозможным, и предположения о возможном его источнике делаются на основе наблюдений другими приборами в других диапазонах волн.
Эта принципиальная трудность приводит к тому, что по наблюдениям со спутника вблизи Земли в ряде случаев оказывается невозможным определить направление движения выброса: движется ли он к Земле или от Земли. Для преодоления этой трудности в настоящее[когда?] время используется пара космических аппаратов проекта STEREO, которые разведены на большие углы по орбите Земли.
Во время максимумов солнечной активности частота корональных выбросов массы достигает трёх за сутки, тогда как в периоды спокойного Солнца эта частота может снижаться до одного выброса в 5 суток.
В отличие от солнечных вспышек, во время которых магнитная энергия, накопленная в активных областях на Солнце, реализуется в основном в виде электромагнитного излучения, во время корональных выбросов массы эта энергия расходуется на ускорение огромных масс вещества. Корональные выбросы массы, которые возможно наблюдать только вне солнечного диска (вне затмевающего диска коронографа), часто сопоставляют с солнечными вспышками, которые наблюдаются на солнечном диске. Так как такое сопоставление неоднозначно, то существует 2 точки зрения о связи этих явлений. Согласно более ранней точке зрения, корональные выбросы массы и солнечные вспышки являются разными проявлениями одного и того же процесса. Согласно второй точке зрения, эти явления могут иметь общий источник энергии, и если накопленной в источнике энергии достаточно на реализацию 2 явлений, они возникают в близких по времени и пространству интервалах. Однако существует ряд наблюдений, когда корональные выбросы массы регистрируются без каких-либо явлений на солнечном диске, в том числе и без солнечных вспышек.
Выброс включает в себя плазму, состоящую в основном из электронов и протонов наряду с небольшим количеством более тяжёлых элементов — гелия, кислорода, и других. Некоторые ионы часто имеют более низкие состояния ионизации (например, однократно ионизованные атомы гелия), чем окружающая спокойная плазма короны, что указывает на то, что значительная часть массы выброса может быть ускорена из областей с более низкой температурой, то есть с уровня хромосферы. Характерной особенностью выброса является то, что общая топология выброса имеет форму гигантской петли, оба или одно основание которой закреплены за солнечную атмосферу, а магнитное поле в выбросе, как правило, выше, чем в спокойном солнечном ветре, и представляет собой скрученные в жгут магнитные силовые линии. В каждом корональном выбросе массы может содержаться до 10 миллиардов тонн вещества, которое летит в космосе с средней скоростью 400 км в секунду (быстрые выбросы — до 2000 км/с). Если выброс направлен в сторону Земли, он достигает нашей планеты в течение одного-трёх дней. Быстрые корональные выбросы, проходя сквозь более медленный регулярный солнечный ветер, создают в нём мощные ударные волны.
Различают также корональный выброс в межпланетном пространстве. Одной из разновидностей такого выброса является магнитное облако. Когда выброс достигает Земли, он может оказать сильное влияние на её магнитосферу, вызывая различные явления космической погоды. Среди возможных эффектов — полярные сияния, магнитные бури, нарушения в работе электрооборудования, ухудшение условий распространения радиоволн.

Корональный выброс массы отрывает хвост кометы Энке